# 小行星3165
小行星3165（3165 Mikawa）是一颗围绕太阳公转的小行星。1984年8月31日，鈴木憲藏、浦田武在丰田市发现了此天体。
該小行星以日本古代的令制國之一三河國命名。
这颗小行星的绝对星等为239.503826089786等。